# Deux Nigauds contre l'homme invisible
Pour plus de détails, voir Fiche technique et Distribution.
Deux Nigauds contre l'homme invisible (Abbott and Costello Meet the Invisible Man) est un film américain réalisé par Charles Lamont, sorti en 1951.

## Synopsis
Francis Lou (Lou Costello) et Bud Alexander (Bud Abbott) sont de récents diplômés d'une école de détective privé. Nelson Tommy (Arthur Franz), un boxeur, vient à eux pour leur premier cas. Tommy s'est récemment échappé de prison, après avoir été accusé du meurtre de son manager, et demande au duo de l'accompagner dans une visite à sa fiancée, Helen Gray (Nancy Guild). Il veut que son oncle, le docteur Philip Gray (Gavin Muir), lui injecte un sérum spécial qu'il a mis au point. Ce sérum rendra Tommy invisible, et il espère utiliser l'invisibilité pour prouver son innocence. M. Gray refuse catégoriquement, disant que le sérum est encore instable. Mais, avant que la police arrive, Tommy se l'injecte. Le détective Roberts (William Frawley) questionne Dr Gray et Helen pendant que Bud et Lou recherchent Tommy.
Helen et Tommy convainquent Bud et Lou de les aider à rechercher le véritable meurtrier.

## Fiche technique
- Titre français : Deux Nigauds contre l'homme invisible
- Titre original : Abbott and Costello Meet the Invisible Man
- Réalisateur : Charles Lamont
- Scénario : John Grant, Robert Lees, Frederic I. Rinaldo, Hugh Wedlock Jr (histoire) et Howard Snyder (histoire), d'après le roman de H. G. Wells
- Directeur de la photographie : George Robinson
- Pays de production : États-Unis
- Genre : Comédie
- Durée : 80 minutes
- Dates de sortie : 
  - États-Unis : 7 mars 1951
  - France : 25 juillet 1951
- Affiche : Roger Cartier (France)

## Distribution
- Bud Abbott : Bud Alexander
- Lou Costello : Lou Francis
- Nancy Guild : Helen Gray
- Arthur Franz : Tommy Nelson
- Adele Jergens : Boots Marsden
- Sheldon Leonard : Boots Morgan
- William Frawley : détective Roberts
- Gavin Muir : Dr Philip Gray
- Sam Balter : voix de l'annonceur radio
- John Daheim : Rocky Hanlon
- Paul Maxey : Dr James C. Turner, psychiatre de la police

Acteurs non crédités
- Harold Goodwin